# Unbioctio
El unbioctio o eka-curio es el nombre temporal de un elemento químico desconocido de la tabla periódica que tiene el símbolo Ubo y número atómico Z=128. Pertenece a los superactínidos. Este elemento tiene una vida media corta y podría ser radioactivo.

## Nombre
El nombre temporal del unbioctio significa uno-dos-ocho.